# WFV-Pokal 1957/58
Der WFV-Pokal 1957/58 war die sechste Austragung des Männer-Pokalwettbewerbs als Amateurwettbewerb durch den Württembergischen Fußballverband. Das Endspiel fand am 25. November 1958 in Munderkingen statt, der 1. FC-TV Urbach holte durch einen 3:1-Finalerfolg über den FC Wangen 05 erstmals in der Vereinsgeschichte den Titel.

## 1. Runde
| Datum        |                     | Ergebnis |                           |
| ------------ | ------------------- | -------- | ------------------------- |
| 3. Mai 1958  | TG Böckingen        | 0:3      | SC Böckingen              |
| 4. Mai 1958  | TSV Oberurbach      | 2:1      | FV Nürtingen              |
| 4. Mai 1958  | TSV Dagersheim      | 1:3      | SpVgg Böblingen           |
| 4. Mai 1958  | FV Markgröningen    | 3:0      | TSVgg Münster             |
| 4. Mai 1958  | TG Heilbronn        | 2:5      | ESV Heilbronn             |
| 4. Mai 1958  | VfB Sontheim        | 4:0      | TSV Künzelsau             |
| 4. Mai 1958  | Germania Bietigheim | 5:1      | SG Bad Wimpfen            |
| 4. Mai 1958  | TSV Crailsheim      | 0:1      | SSV Aalen                 |
| 4. Mai 1958  | FV Senden           | 8:1      | SV Unter-/Obersulmetingen |
| 4. Mai 1958  | FV Unterkochen      | 5:1      | Vikt. Wasseralfingen      |
| 4. Mai 1958  | TSV Allmendingen    | 0:1      | TSV Blaubeuren            |
| 4. Mai 1958  | SG Aulendorf        | 2:4      | SV Weingarten             |
| 4. Mai 1958  | SpVgg Lindau        | 6:2      | FC Lindenberg             |
| 4. Mai 1958  | TSV Meckenbeuren    | 6:1      | FC Mengen                 |
| 4. Mai 1958  | FV Saulgau          | 2:1      | SSV Reutlingen Amateure   |
| 4. Mai 1958  | TSV Eningen         | 3:0      | TSV Riedlingen            |
| 4. Mai 1958  | FC Donzdorf         | 6:1      | SV Göppingen              |
| 4. Mai 1958  | FC Mittelstadt      | 5:2      | SV Vaihingen              |
| 4. Mai 1958  | TSV Oberensingen    | 3:1      | SV Tübingen 03            |
| 4. Mai 1958  | VfL Kirchheim/T.    | 0:1      | VfL Pfullingen            |
| 4. Mai 1958  | SpVgg Wernau        | 3:2      | TSG Salach                |
| 4. Mai 1958  | Spfr. Neuhausen     | 0:2      | FV Mettingen              |
| 4. Mai 1958  | Spfr. Esslingen     | 10:1     | TV Gültstein              |
| 4. Mai 1958  | Jahn Tuttlingen     | 2:1      | SV Sigmaringendorf        |
| 11. Mai 1958 | Spfr. Lorch         | 5:3      | FV Burgberg               |
| 11. Mai 1958 | TSV Heubach         | 1:3      | TSV Herbrechtingen        |
| 11. Mai 1958 | TG Biberach         | 1:2      | TSG Ulm 1948 Amateure     |
| 11. Mai 1958 | TSV Fischbach       | 4:0      | TSG Ailingen              |

Freilos: FV Schussenried

## 2. Runde
| Datum        |                       | Ergebnis  |                       |
| ------------ | --------------------- | --------- | --------------------- |
| 14. Mai 1958 | FC Donzdorf           | 0:2       | FC Eislingen          |
| 15. Mai 1958 | SpVgg Feuerbach       | 6:3       | SpVgg Ludwigsburg     |
| 15. Mai 1958 | ESV Heilbronn         | 1:1 n. V. | VfB Sontheim          |
| 15. Mai 1958 | TSV Fischbach         | 1:1 n. V. | SpVgg Trossingen      |
| 15. Mai 1958 | VfL Pfullingen        | 1:3       | SC Geislingen         |
| 17. Mai 1958 | Spfr. Stuttgart       | 3:2       | FV Mettingen          |
| 17. Mai 1958 | SpVgg Böblingen       | 2:1       | SG Untertürkheim      |
| 17. Mai 1958 | TV Echterdingen       | 0:1       | FC Mittelstadt        |
| 17. Mai 1958 | FC Calmbach           | 5:2       | VfL Sindelfingen      |
| 17. Mai 1958 | SV Fellbach           | 3:4       | Germania Bietigheim   |
| 17. Mai 1958 | TSV Zuffenhausen      | 2:2 n. V. | TSV Oberensingen      |
| 17. Mai 1958 | TSV Oberurbach        | 5:2       | Spfr. Gmünd           |
| 17. Mai 1958 | SC Böckingen          | 2:1 n. V. | TSV Kochendorf        |
| 17. Mai 1958 | TSV Niedernhall       | 3:0       | SC Steinbach Hall     |
| 17. Mai 1958 | Spfr. Schwäbisch Hall | 5:2       | FV Unterkochen        |
| 17. Mai 1958 | TSG Öhringen          | 2:1       | Spfr. Neckarsulm      |
| 17. Mai 1958 | TSV Willsbach         | 2:4       | FSV 08 Bissingen      |
| 17. Mai 1958 | TSG Backnang          | 5:4       | VfR Heilbronn         |
| 17. Mai 1958 | SSV Aalen             | 2:5       | VfR Aalen             |
| 17. Mai 1958 | TSG Giengen           | 3:2       | VfL Heidenheim        |
| 17. Mai 1958 | TSV Essingen          | 1:4       | SpVgg Feuerbach       |
| 17. Mai 1958 | TSG Söflingen         | 5:0       | TSV Neu-Ulm           |
| 17. Mai 1958 | Spfr. Lorch           | 4:3       | FV Senden             |
| 17. Mai 1958 | TSV Herbrechtingen    | 1:1       | TSG Ulm 1846 Amateure |
| 17. Mai 1958 | Jahn Tuttlingen       | 1:0       | FC Tuttlingen         |
| 17. Mai 1958 | TuS Ergenzingen       | 4:1       | FV Rottweil           |
| 17. Mai 1958 | TSG Balingen          | 2:5       | FV Ebingen            |
| 17. Mai 1958 | VfL Nagold            | 3:4       | VfR Schwenningen      |
| 17. Mai 1958 | TSV Winterlingen      | 4:2       | FC Onstmettingen      |
| 17. Mai 1958 | SG Deißlingen         | 4:2       | SV Spaichingen        |
| 17. Mai 1958 | VfL Nagold            | 3:4       | VfR Schwenningen      |
| 17. Mai 1958 | TSV Weingarten        | 2:6       | VfB Friedrichshafen   |
| 17. Mai 1958 | TSV Meckenbeuren      | 1:3       | FC Wangen 05          |
| 17. Mai 1958 | SV Baustetten         | 3:2       | FV Schussenried       |
| 17. Mai 1958 | SpVgg Lindau          | 1:3       | FV Ravensburg         |
| 17. Mai 1958 | Spfr. Esslingen       | 0:0 n. V. | FV Zuffenhausen       |
| 17. Mai 1958 | TSV Eningen           | 4:3       | FC Tailfingen         |
| 18. Mai 1958 | Stuttgarter SC        | 2:0       | SpVgg Wernau          |
| 24. Mai 1958 | SpVgg Truchtelfingen  | 1:2       | FC Hechingen          |
| 24. Mai 1958 | Kickers Lauterbach    | Verzicht  | SpVgg Freudenstadt    |
| 31. Mai 1958 | TSV Blaubeuren        | 3:2       | SSV Ulm               |

Freilos: TSV Essingen

### Wiederholungsspiele
Endete ein Spiel nach der regulären Spielzeit inkl. Verlängerung unentschieden, wurde ein Wiederholungsspiel angesetzt, bei dem das Heimrecht der beiden Mannschaften getauscht wurde.
| Datum        |                       | Ergebnis  |                      |
| ------------ | --------------------- | --------- | -------------------- |
| 24. Mai 1958 | VfB Sontheim          | 0:2       | ESV Heilbronn        |
| 24. Mai 1958 | SpVgg Trossingen      | 4:2       | TSV Fischbach        |
| 24. Mai 1958 | FC Eislingen          | 10:1      | VfB Reichenbach      |
| 24. Mai 1958 | TSV Oberensingen      | 2:2 n. V. | TSV Zuffenhausen (1) |
| 24. Mai 1958 | TSG Ulm 1846 Amateure | 7:0       | TSV Herbrechtingen   |
| 24. Mai 1958 | FV Zuffenhausen       | 5:0       | Spfr. Esslingen      |

## 3. Runde
| Datum         |                       | Ergebnis  |                       |
| ------------- | --------------------- | --------- | --------------------- |
| 31. Mai 1958  | SpVgg Trossingen      | 5:2       | VfR Schwenningen      |
| 31. Mai 1958  | Spfr Stuttgart        | 3:1       | TSG Backnang          |
| 31. Mai 1958  | FV Markgröningen      | 1:4       | SC Stuttgart          |
| 31. Mai 1958  | ESV Heilbronn         | 0:2       | Union Böckingen       |
| 31. Mai 1958  | Spfr. Schwäbisch Hall | 1:6       | SC Böckingen          |
| 31. Mai 1958  | TSV Niederhall        | 1:2       | TSG Öhringen          |
| 31. Mai 1958  | TSG Söflingen         | 0:1       | VfB Friedrichshafen   |
| 31. Mai 1958  | SV Baustetten         | 0:5       | FC Wangen 05          |
| 31. Mai 1958  | TSV Schelkingen       | 1:5       | TSG Ulm 1846 Amateure |
| 31. Mai 1958  | SpVgg Freudenstadt    | Verzicht  | FC Calmbach           |
| 31. Mai 1958  | FC Hechingen          | 3:1       | FV Ebingen            |
| 31. Mai 1958  | FV Saulgau            | 0:2       | FV Ravensburg         |
| 31. Mai 1958  | TSV Schelkingen       | 1:5       | TSG Ulm 1846 Amateure |
| 31. Mai 1958  | Jahn Tuttlingen       | 2:1       | SpVgg Schramberg      |
| 31. Mai 1958  | FC Mittelstadt        | 3:6       | FC Eislingen          |
| 31. Mai 1958  | TSV Oberensingen      | 1:2       | TSV Oberurbach        |
| 31. Mai 1958  | TuS Ergenzingen       | 1:10      | SpVgg Böblingen       |
| 31. Mai 1958  | VfL Pfullingen        | 1:3       | SC Geislingen         |
| 7. Juni 1958  | Germania Bietigheim   | 6:3       | SpVgg Ludwigsburg     |
| 7. Juni 1958  | 1. FC-TV Urbach       | 4:3       | Spfr Lorch            |
| 7. Juni 1958  | SG Deißlingen         | 0:2       | TSV Winterlingen      |
| 7. Juni 1958  | VfR Aalen             | 3:1 n. V. | TSG Giengen           |
| 14. Juni 1958 | TSV Eningen           | 3:2 n. V. | FV Zuffenhausen       |

Freilose: FSV 08 Bissingen, TSV Blaubeuren

## 4. Runde
| Datum         |                     | Ergebnis |                       |
| ------------- | ------------------- | -------- | --------------------- |
| 14. Juni 1958 | SC Stuttgart        | 2:5      | 1. FC-TV Urbach       |
| 14. Juni 1958 | SpVgg Böblingen     | Verzicht | SpVgg Freudenstdt     |
| 14. Juni 1958 | SC Böckingen        | 4:1      | TSG Öhringen          |
| 14. Juni 1958 | Germania Bietigheim | 3:0      | FSV 08 Bissingen      |
| 14. Juni 1958 | FC Eislingen        | 6:2      | VfR Aalen             |
| 14. Juni 1958 | SC Geislingen       | 2:1      | Spfr. Stuttgart       |
| 14. Juni 1958 | VfB Friedrichshafen | 2:1      | TSG Ulm 1846 Amateure |
| 14. Juni 1958 | FC Wangen 05        | 4:0      | SpVgg Trossingen      |
| 14. Juni 1958 | FV Ravensburg       | 2:1      | TSV Blaubeuren        |
| 14. Juni 1958 | FC Hechingen        | 1:2      | Union Böckingen       |
| 17. Juni 1958 | TSV Winterlingen    | 0:1      | Jahn Tuttlingen       |
| 22. Juni 1958 | TSV Oberurbach      | Verzicht | TSV Eningen           |

## Achtelfinale
| Datum         |                 | Ergebnis |                     |
| ------------- | --------------- | -------- | ------------------- |
| 28. Juni 1958 | SC Böckingen    | 2:4      | Union Böckingen     |
| 28. Juni 1958 | 1. FC-TV Urbach | 4:2      | SC Geislingen       |
| 28. Juni 1958 | 1. FC Eislingen | 2:6      | Germania Bietigheim |
| 28. Juni 1958 | FV Ravensburg   | 3:0      | TSV Oberurbach      |
| 28. Juni 1958 | FC Wangen 05    | 4:0      | SV Böblingen        |
| 28. Juni 1958 | Jahn Tuttlingen | 2:3      | VfB Friedrichshafen |

## Viertelfinale
| Datum          |                     | Ergebnis |                 |
| -------------- | ------------------- | -------- | --------------- |
| 2. August 1958 | Union Böckingen     | Verzicht | 1. FC-TV Urbach |
| 2. August 1958 | Germania Bietigheim | 3:2      | FV Ravensburg   |
| 2. August 1958 | VfB Friedrichshafen | 2:4      | FC Wangen 05    |

## Halbfinale
| Datum          |                     | Ergebnis  |                     |
| -------------- | ------------------- | --------- | ------------------- |
| 9. August 1958 | Germania Bietigheim | 3:1 n. V. | 1. FC-TV Urbach (1) |

Freilos: FC Wangen 05.

## Finale
| 1. FC-TV Urbach                                  | 1. FC-TV Urbach | FC Wangen 05 | FC Wangen 05 |
| ------------------------------------------------ | --- | --- | ------------ |
| 1. FC-TV Urbach                                  | \| 25. November 1958 in Munderkingen (Donaustadion) \| \| Ergebnis: 3:1 (1:0) \| \| Zuschauer: 600 \| \| Schiedsrichter: Treiber (Nurmlingen) \| | \| 25. November 1958 in Munderkingen (Donaustadion) \| \| Ergebnis: 3:1 (1:0) \| \| Zuschauer: 600 \| \| Schiedsrichter: Treiber (Nurmlingen) \| | FC Wangen 05 |
| 1. FC-TV Urbach                                  | Schieck – Sperl, Degele, Schneider, Bäuschle, Stettner, Haller, Lang, Neuhäuser, Kollner, Sedlak                                                 | Austel – Zeller, Renz, Geschke, Egle, Lang, Witzmann, Förster I, Sauter, Rumszanger, Förster II                                                  | FC Wangen 05 |
| 1. FC-TV Urbach                                  | 1:0 Neuhäuser (30.) 2:1 Lang (65.) 3:1 Degele (81., Foulelfmeter)                                                                                | 1:1 Förster II (59.) | FC Wangen 05 |
| 25. November 1958 in Munderkingen (Donaustadion) | | |              |
| Ergebnis: 3:1 (1:0)                              | | |              |
| Zuschauer: 600                                   | | |              |
| Schiedsrichter: Treiber (Nurmlingen)             | | |              |